# Zapovednik
 (janvier 2023).
Zapovednik (заповедник, au pluriel заповедники, qui vient du russe : заповедный, « sacré, protégé de toute perturbation, engagement [à protéger], engagement [à transmettre aux générations futures] ») est le terme employé pour décrire, dans les anciennes républiques soviétiques, les aires naturelles protégées, avec pour objectif de les conserver « éternellement vierges ». Il s’agit du plus haut degré de protection environnementale et concerne des zones strictement protégées et dont l’accès au public est restreint.

## Généralités
La traduction littérale du terme zapovednik est « sanctuaire de la nature ». Cependant, en pratique, les zapovediks ont pu servir à protéger d’autres zones, telles que des sites historiques, culturels ou archéologiques (exemple : musée-zapovednik P. Tchaïkovski) . Ils jouent également un rôle important dans la recherche historique et remplissent un rôle éducationnel comparable aux sites d'intérêt scientifique particulier que l’on trouve au Royaume-Uni ou à Hong Kong.
Le terme zapovednik était employé dans l’ex-Union soviétique et est toujours employé dans l’actuelle fédération de Russie, ainsi que dans d’anciennes républiques soviétiques. De nombreuses réserves ont des zones avec différents degrés de protection ; dans certains, le pâturage est permis dans une certaine mesure. Certains zapovedniks sont classés en tant que réserves ou sanctuaires de biosphère.
En Russie, il existe 101 zapovedniks couvrant une superficie de 330 000 km2, soit environ 1,4 % du territoire du pays. Ils comprennent des petites portions isolés de steppe ainsi que des vastes territoires en Sibérie et dans l'Arctique, le plus petit étant Galich'ya Gora avec sa superficie de 2,31 km2 et le plus vaste la réserve naturelle du Grand Arctique qui couvre 41 692 km2. Le Ministère des Ressources naturelles russe est responsable de la gestion de 99 des 101 zapovedniks. Parmi les deux exceptions, Il'menskiy est administré par l’Académie des sciences de Russie, et Galich'ya Gora qui est administré par l'université d'État de Voronej.

## Théorie duzapovednost
La justification théorique pour la création des zapovedniks est connue sous le nom de zapovednost' (заповедность, signifiant « le fait [l'état] d'être protégé dans un zapovednik »). Elle est développée dans les années 1890 et au début du XXe siècle, principalement par le biologiste et géographe Vassili Dokoutchaïev.
L’idée fondamentale sur laquelle repose le zapovednost' est l’interdiction de tout habitat humain et de toute activité économique, les seules exceptions étant les incursions non-intrusives accordées aux scientifiques et aux gardes forestiers. Les zapovedniks sont destinés à être des parcelles d'écosystèmes naturels intacts qui peuvent être étudiés et érigés en tant que témoins à comparer avec les écosystèmes gérés, tels que ceux utilisés pour l'agriculture et la sylviculture. Dans cette optique, les zapovedniks doivent avoir une superficie assez vaste pour être auto-suffisants, avec une gamme complète de niveaux trophiques allant jusqu’aux plus grands prédateurs.
En 1910, la théorie du zapovednost' est développé davantage encore par I. P. Borodin, qui défend l’idée que les zapovedniks ne devraient pas être mis en place au coup par coup, mais qu’ils devaient être envisagées comme un système complet de réserves naturelles qui comprendrait des échantillons de toutes les principales régions naturelles du pays.
Dans les années 1940, Aldo Leopold comprit la nécessité de réserves de type zapovednik : « Alors même que les plus grandes zones sauvages deviennent partiellement dérangées, il n’a fallu que quelques acres sauvages à J. E. Weaver pour découvrir pourquoi la flore des prairies est plus résistante à la sécheresse que la flore agronomiques qui l’a supplantée. La réponse était que la prairie sauvage avait un système racinaire beaucoup plus complexe et plus efficace, ce qui n'a pu être découvert qu’en étudiant l'écosystème naturel intact ».
Il serait évidemment difficile, si ce n’est impossible, d’établir un zapovednik « parfait » aujourd’hui, entièrement préservé et auto-suffisant, en particulier compte tenu des effets en aval impliquant la pollution et les gaz à effet de serre. Néanmoins, de nombreux zapovedniks russes sont une bonne approximation du zapovednik idéal ayant été administrés depuis de nombreuses décennies par des institutions scientifiques.

## Liste des zapovedniks
(août 2020).
| Nom                                                      | Photo                                                      | Localisation                                                  | Site internet                     | Superficie   | Année | Description |                                                   |
| -------------------------------------------------------- | ---------------------------------------------------------- | ------------------------------------------------------------- | --------------------------------- | ------------ | ----- | --- | ------------------------------------------------- |
| Altaï                                                    | Altai Zapovednik                                           | République de l'Altaï 52° 52′ 00″ N, 88° 57′ 00″ E            | Алтайский                         | 881 238 ha   | 1932  | Les monts Altaï au centre-sud de la Russie. Une partie de la réserve est classée au patrimoine mondial de l'UNESCO sous le nom Montagnes dorées de l'Altaï,. |                                                   |
| Astrakhan                                                | Astrakhan, Volga Delta                                     | Oblast d'Astrakhan 45° 34′ 52″ N, 47° 54′ 59″ E               | Астраханский                      | 66 816 ha    | 1919  | Île et zones humides situées au sud-ouest du delta de la Volga. Elle abrite des roseaux, quenouilles, saules et 50 espèces de poissons, dont l'esturgeon bélouga,. |                                                   |
| Azas                                                     | Azas Zapovednik                                            | Touva 52° 28′ 12″ N, 96° 08′ 11″ E                            | Азас                              | 300 390 ha   | 1985  | Située dans la partie centrale du bassin de Todja (une énorme dépression inter-montagneuse dans le pays des monts Altaï-Saïan) dans le nord-Touva, elle s'étire le long de la rivière Azas et sur une partie du lac Todja,. |                                                   |
| Baïkal                                                   | Baikalsky Zapovednik                                       | Bouriatie 51° 20′ 36″ N, 105° 09′ 27″ E                       | Байкальский                       | 165 724 ha   | 1968  | Sur la rive sud-est du lac Baïkal, elle protège la taïga et les habitats de montagne situés le long du lac et la partie centrale de la chaîne voisine des monts Khamar-Daban,. |                                                   |
| Baïkal-Léna                                              | Baikal-Lena Zapovednik                                     | Oblast d'Irkoutsk 55° 13′ 00″ N, 107° 45′ 00″ E               | Байкало-Ленский                   | 660 000 ha   | 1986  | Située sur la rive nord-ouest du lac Baïkal, elle s'étire le long de la côte occidentale du lac sur environ 120 km, avec une largeur moyenne de 65 km,. |                                                   |
| Bargouzine                                               | Barguzin Zapovednik                                        | Bouriatie 54° 30′ 00″ N, 109° 50′ 00″ E                       | Баргузинский                      | 366 868 ha   | 1916  | Située sur le versant occidental des monts Bargouzine, elle comprend les rives du nord-est du lac Baïkal, une partie du lac ainsi que la rivière Bargouzine,. |                                                   |
| Bassegui (en)                                            | Basegi Zapovednik                                          | Kraï de Perm 58° 03′ 00″ N, 58° 02′ 00″ E                     | Басеги                            | 37 935 ha    | 1982  | Les principales rivières sont : la rivière Ousva (à la limite nord de la réserve naturelle) et la rivière Vilva (au sud de la réserve). La réserve comprend également quelques rivières plus petites , typiques des rivières de montagne avec des débits rapides,. |                                                   |
| Bachkirie                                                | Bashkiriya Zapovednik                                      | Bachkirie 53° 20′ 44″ N, 57° 46′ 40″ E                        | Башкирский                        | 49 609 ha    | 1930  | Située dans la partie centrale de la Bachkirie (Sud) Oural, elle comprend les pentes des montagnes boisées qui entourent le cours de la rivière Kaga ; on y trouve un espace de transition entre la steppe et la forêt,. |                                                   |
| Bastak (en)                                              | Amur Tiger in Bastak Zapovednik                            | Oblast autonome juif 48° 56′ 37″ N, 133° 07′ 13″ E            | Бастак                            | 91 375 ha    | 1997  | Situé dans le bassin de l'Amour, le territoire de la réserve couvre les contreforts sud-est de la crête Boureïa et la périphérie nord des plaines Sredneamourskaïa. La réserve a été le site de réintroduction réussie du tigre de l'Amour, espèce menacée d'extinction, |                                                   |
| Belogorié (en)                                           | Belogorye Zapovednik                                       | Oblast de Belgorod 50° 37′ 12″ N, 35° 58′ 12″ E               | Белогорье                         | 2 131 ha     | 1935  | Située sur le versant sud-ouest des Central Hills, à l'ouest de la Russie, elle abrite des formations calcaires du Crétacé,. |                                                   |
| Bogdo-Baskountchak (en)                                  | Bogdo-Baskunchak Zapovednik                                | Oblast d'Astrakhan 48° 12′ 42″ N, 46° 52′ 50″ E               | Богдинско-Баскунчакский           | 18 780 ha    | 1997  | Zone semi-aride autour du lac Baskountchak (un lac salé) et du mont Grand Bogdo, au nord du delta de la Volga, |                                                   |
| Bolonski                                                 | Bolon Zapovednik                                           | Kraï de Khabarovsk 49° 34′ 07″ N, 135° 54′ 49″ E              | Болоньский                        | 100 ha       | 1997  | Située sur les basses terres dans la partie moyenne du cours de l'Amour, au sud-ouest du lac Bolon, la réserve couvre des zones humides d'importance internationale. Un grand nombre d'oiseaux migrateurs aquatiques utilisent la zone pour la nidification et y réalisent des escales lors de leurs longs vols,.                                                                                   |                                                   |
| Grand Khekhtsir (en)                                     | Big Khekhtsir Ridge                                        | Kraï de Khabarovsk 49° 34′ 07″ N, 135° 54′ 49″ E              | Большехехцирский                  | 45 439 ha    | 1963  | La réserve couvre et est nommée d'après la crête du Grand Khekhtsir, située à environ 20 km au sud de la ville de Khabarovsk, dans l'Extrême-orient russe. La réserve est remarquable pour sa position proche d'une ville tout en étant un îlot de biodiversité (montagne et forêt), entourée de plaines inondables.                                                                                |                                                   |
| Botcha                                                   | Ikha River                                                 | Kraï de Khabarovsk 48° 08′ 11″ N, 139° 13′ 16″ E              | Ботчинский                        | 267 380 ha   | 1994  | La réserve la plus septentrionale habitée par le tigre de l'Amour. La réserve est située dans la partie nord-est de la cordillère Sikhote-Alin, il comprend le bassin de la rivière Botchi sur ses pentes orientales, près de Sovietskaïa Gavan dans le kraï de Khabarovsk,. |                                                   |
| Forêt de Briansk (en)                                    | Bryansk Forest Zapovednik                                  | Oblast de Briansk 52° 30′ 00″ N, 34° 00′ 00″ E                | Брянский Лес                      | 12 186 ha    | 1987  | L'une des dernières forêts intactes restantes sur l'extrémité sud des forêts de feuillus d'Europe occidentale, elle abrite une faune abondante dans ses forêts et ses tourbières,. |                                                   |
| Boureïa                                                  | Bureya Zapovednik                                          | Kraï de Khabarovsk 51° 55′ 46″ N, 134° 35′ 44″ E              | Буреинский                        | 358 444 ha   | 1987  | Toundra de montagne, lacs et rivières, forêts de mélèzes, d'épinettes et de sapins, bosquets de cèdres, forêts des plaines inondables intra-zonales. La réserve est située à l'ouest du kraï de Khabarovsk en Extrême-Orient russe,. |                                                   |
| Caucase                                                  | Caucasus Zapovednik                                        | Kraï de Krasnodar 43° 50′ 10″ N, 40° 24′ 03″ E                | [Кавказский им. Х.Г. Шапошникова] | 280 335 ha   | 1924  | La plus vaste et la plus ancienne réserve sur le territoire de la zone naturelle protégée dans le Caucase du Nord,. |                                                   |
| Terres Noires centrales (en)                             | Central Black Earth Zapovednik                             | Oblast de Koursk 51° 08′ 49″ N, 36° 25′ 48″ E                 | Центрально-Чернозёмный            | 5 287 ha     | 1935  | La réserve est située dans la partie sud-ouest du Upland dans la zone médiane de la zone de forêt-steppe, sur le territoire de Medvenskogo, Mantourovo, dans le district de Gortchetchenski,. |                                                   |
| Forêt centrale                                           | Central Forest Zapovednik                                  | Oblast de Tver 56° 27′ 18″ N, 32° 58′ 36″ E                   | Центрально-Лесной                 | 24 447 ha    | 1931  | Située dans la partie sud-ouest des collines de Valdaï, à proximité de la ligne de partage des eaux entre les bassins versants de l'Atlantique (la Dvina occidentale et la Lovat) et de la mer Caspienne (Volga). Le paysage au sein de la réserve naturelle est principalement vallonné, avec une grande surface occupée par les marais,.                                                          |                                                   |
| Sibérie centrale                                         | Central Siberia Zapovednik                                 | Kraï de Krasnoïarsk 62° 21′ 25″ N, 90° 39′ 51″ E              | Центрально-Сибирский              | 1 021 469 ha | 1985  | La réserve Tsentralna Sibirski est l'une des plus grandes réserves forestières au monde. Les fleuves Ienisseï et Toungouska pierreuse coulent dans la rivière, |                                                   |
| Tchernye Zemli (en)                                      | Saigas in Chyornye Zemli                                   | Kalmoukie 46° 02′ 00″ N, 46° 08′ 00″ E                        | Чёрные земли                      | 121 901 ha   | 1990  | La réserve naturelle des « Terres noires » (traduction de Tchernye Zemli) a été créée en 1990 pour protéger l'antilope saïga (Saiga tatarica). La partie principale de la réserve est située dans la dépression de la Caspienne, au nord-ouest de la mer Caspienne. La réserve abrite aussi des colonies de hérons, de cormorans et de pélicans,.                                                   |                                                   |
| Colonnes de Krasnoïarsk                                  | Stolby Zapovednik                                          | Kraï de Krasnoïarsk 55° 32′ 00″ N, 92° 28′ 00″ E              | Столбы                            | 47 154 ha    | 1925  | Situé sur les éperons du nord-ouest des monts Sayan contigu aux plateau central de Sibérie. La réserve est accessible en bus depuis Krasnoïarsk, |                                                   |
| Daghestan                                                | Dagestan Zapovednik                                        | Daghestan 44° 42′ 03″ N, 47° 00′ 22″ E                        | Дагестанский                      | 19 061 ha    | 1987  | Lieu d'hivernage pour les oiseaux migrateurs, avec des dunes et des crêtes sur la côte nord-ouest de la mer Caspienne. La dune Sarah Koum est la dune la plus élevée en Europe, avec ses 262 mètres d'altitude, |                                                   |
| Darwin (en)                                              | Darwin Zapovednik                                          | Oblast de Iaroslavl 58° 35′ 00″ N, 37° 59′ 00″ E              | Дарвинский                        | 11 267 ha    | 1945  | La réserve naturelle de Darwin est située sur plaine de Cheksna-Mologa. Une grande partie de la superficie de la réserve est couverte par une forêt de conifères (taïga) et les marécages. En hiver, les marécages, les rivières, et le réservoir de Rybinsk restent gelés pendant plusieurs mois,.                                                                                                 |                                                   |
| Daourie                                                  | Dauriya Zapovednik                                         | Oblast de Tchita 50° 04′ 00″ N, 115° 39′ 00″ E                | Даурский                          | 44 752 ha    | 1987  | La réserve est composée de steppes et les zones humides en Asie centrale, dans l'oblast de Tchita,. |                                                   |
| Denejkine Kamen (en)                                     | Denezhkin Kamen Zapovednik                                 | Oblast de Sverdlovsk 60° 30′ 29″ N, 59° 29′ 39″ E             | Денежкин камень                   | 78 192 ha    | 1991  | Centrée sur le mont Denejkine, dans l'Oural central, la réserve est composée de à 38 % de taïga (forêts d'épinette-pin-sapin), à 12 % de forêts de pins, et à 35 % de forêts mixtes,. |                                                   |
| Djerguinski                                              | Dzherginsky Zapovednik                                     | Bouriatie 55° 06′ 51″ N, 111° 27′ 32″ E                       | Джергинский                       | 238 088 ha   | 1992  | Située à l'est de l'extrémité nord du lac Baïkal, la réserve couvre le cours supérieur de la rivière Bargouzine à la jonction de trois grandes chaînes de montagnes - les monts Bargouzine, Ikat et Mouïa du Sud - des territoires montagneux dominés par des forêts de mélèzes,. |                                                   |
| Djougdjour                                               | Dzhugdzug Section (map)                                    | Kraï de Khabarovsk 57° 06′ 15″ N, 138° 15′ 26″ E              | [Джугджурский]                    | 859 956 ha   | 1990  | Réserve située sur la côte de la mer d'Okhotsk, dans le raïon Aïano-Maïski, dans le kraï de Khabarovsk. Elle comprend la partie sud de la chaîne côtière et une partie centrale de la chaîne de Djougdjour, ainsi qu'une portion maritime,. |                                                   |
| Oural de l'Est                                           | East Ural Zapovednik                                       | Oblast de Tcheliabinsk 55° 48′ 52″ N, 60° 53′ 58″ E           | [Восточно-Уральский]              | 16 600 ha    | 1968  | « Réserve de rayonnement » d'État, elle est située dans une zone de forêt-steppe sur le versant est des montagnes du sud de l'Oural, près de site de la catastrophe nucléaire de Kychtym (1957), qui se traduisit par l'émission de rayonnements radioactifs,. |                                                   |
| Erzi (en)                                                | Erzi Zapovednik                                            | Ingouchie 42° 45′ 00″ N, 45° 00′ 00″ E                        | Эрзи                              | 5 970 ha     | 2000  | Située sur le versant nord du Grand Caucase dans le bassin Assinski Djeïrahski, à proximité de la Rocky Ridge. Les rivières de la réserve comprennent l'Assa et Armkhi qui se nourrissent dans la rivière Terek. Le tiers nord du territoire est boisé, la zone de crête est composée de prairies alpines et de steppes de montagne,.                                                               |                                                   |
| Extrême-Orient                                           | Dalnevostochny Morskoy Zapovednik                          | Kraï du Primorié 42° 33′ 59″ N, 131° 12′ 00″ E                | Дальневосточный морской           | 64 316 ha    | 1978  | Réserve marine située dans le golfe de Pierre-le-Grand, en mer du Japon. La réserve compte quatre zones avec différents régimes de protection, pour une superficie totale de 64 311,6 hectares, dont 63 000 hectares de zone maritime, avec une zone tampon de 3 miles au large des côtes,. |                                                   |
| Galitchia Gora (en)                                      | Galitsya Gora Zapovednik                                   | Oblast de Lipetsk 52° 36′ 05″ N, 38° 55′ 42″ E                | Галичья Гора                      | 231 ha       | 1925  | Sur la rive droite du Don est situé le célèbre mont Galitchia, un point de repère naturel unique en Russie centrale. Il est connu depuis longtemps pour l'étendue de sa richesse et la variété de sa flore et de sa faune,. |                                                   |
| Grand Arctique                                           | Great Arctic Zapovednik                                    | Kraï de Krasnoïarsk 75° 30′ 00″ N, 92° 36′ 00″ E              | Большой Арктический               | 4 169 222 ha | 1993  | La plus grande réserve naturelle de Russie et l'Eurasie, ainsi que l'une des plus grandes dans le monde. Elle comprend des sections étendues d'îles, des péninsules et des bassins fluviaux, |                                                   |
| Gydan (en)                                               |                                                            | Iamalie 71° 50′ 35″ N, 78° 12′ 23″ E                          | Гыданский                         | 878 174 ha   | 1996  | La réserve la plus septentrionale de la Sibérie occidentale. Couvre la péninsule de Gydan dans le district autonome de Iamalo-Nénétsie,. |                                                   |
| Ilmen (en)                                               | Ilmen Zapovednik                                           | Oblast de Tcheliabinsk 55° 00′ 55″ N, 60° 09′ 32″ E           | Ильменский                        | 34 380 ha    | 1920  | Créée en 1920 en tant que réserve naturelle minéralogique, le site comprend des gisements de nombreux minéraux de terres rares. Seize minéraux ont été découverts dans la réserve. Des pins et des mélèzes poussent sur les montagnes basses et sur les contreforts des crêtes du côté est de montagnes de l'Oural au sud. Quelque 400 mines étaient exploitées dans la région dans le passé,.      |                                                   |
| Kabardino-Balkarie                                       | Kabardino-Balkaria Zapovednik                              | Kabardino-Balkarie 43° 02′ 56″ N, 43° 14′ 33″ E               | Кабардино-Балкарский              | 82 507 ha    | 1976  | La principale chaîne du Caucase forme ici le fameux « mur de Bezengi » constitué par les sommets Gestola (4 859 m), Katyn-Tau (4 858,8 m), Djangha (5 058 m), Djangha est (5 033 m) et Chkhara (5 068 m). La réserve compte 256 glaciers,. |                                                   |
| Abattis de Kalouga (en)                                  | Kaluzhskiye Zaseki Zapovednik                              | Oblast de Kalouga 53° 35′ 26″ N, 35° 47′ 17″ E                | Калужские засеки                  | 18 533 ha    | 1992  | Zasseki est un terme russe suggérant « barrage des arbres morts » (abattis). À l'époque médiévale, la région de Kalouga était la ligne défensive entre les forêts russes au nord, et les envahisseurs potentiels du sud. La réserve a été protégée d'une certaine façon depuis mille ans, et reste une forêt intacte,.                                                                              |                                                   |
| Kandalakcha                                              | Kandalaksha Zapovednik                                     | Oblast de Mourmansk 67° 04′ 34″ N, 32° 31′ 30″ E              | Кандалакшский                     | 70 530 ha    | 1932  | Réserve naturelle située dans la région de Mourmansk et de Carélie, il s'agit de l'une des plus anciennes de Russie. Elle comprend un portion de côte et des îles de la mer de Barents, du golfe de Kandalakcha et de la mer Blanche,. |                                                   |
| Katoun                                                   | Katun Zapovednik                                           | République de l'Altaï 49° 38′ 00″ N, 86° 06′ 00″ E            | Катунский                         | 150 079 ha   | 1991  | Hauts plateaux au centre des monts Altaï, au centre-sud de la Russie, la réserve s'étend sur une partie du site du patrimoine mondial de l'UNESCO « Montagnes dorées de l'Altaï »,. |                                                   |
| Kedrovaïa Pad                                            | Kedrovaya Pad Zapovednik                                   | Kraï du Primorié 43° 06′ 18″ N, 131° 30′ 45″ E                | Кедровая Падь                     | 17 900 ha    | 1925  | Kedrovaïa Pad est aux éperons côtiers des monts de Mandchourie. Les limites de la réserve sont définies par la rivière Barabachevka (connue sous le nom de Mongougaï ou Bolchoï Mongougaï jusqu'en 1973) dans le nord-est, et la rivière Narva (Sidimi jusqu'en 1973) au sud-ouest. Au sud-est, le chemin de fer de l'Extrême-Orient (en) la sépare de la baie de l'Amour qui est à moins de 5 km,. |                                                   |
| Kerjenets (en)                                           | Kerzhenets Zapovednik                                      | Oblast de Nijni Novgorod 56° 37′ 00″ N, 44° 16′ 00″ E         | Керженский                        | 46 940 ha    | 1993  | La réserve est située dans le bassin moyen de la rivière Kerjenets (un affluent de la Volga). Le territoire est recouvert à moitié par la forêt et à moitié par des marais, |                                                   |
| Khanka                                                   | Sunset across Lake Khanka                                  | Kraï du Primorié 45° 00′ 00″ N, 132° 09′ 00″ E                | Ханкайский                        | 43 679 ha    | 1990  | Elle comprend les eaux du lac Khanka et ses rives. Le territoire est divisé en 5 zones isolées, |                                                   |
| Khakassie                                                | Khakassia Zapovednik                                       | Khakassie 52° 06′ 00″ N, 89° 17′ 00″ E                        | Хакасский                         | 267 483 ha   | 1999  | Composée de deux grandes zones montagneuses (l'une alpine et l'autre de montagne-steppe), et d'une zone de steppe, la réserve comprend sept sites situés sur la rive gauche de la dépression de Minoussinsk,. |                                                   |
| Khingan                                                  | Khingan Zapovednik                                         | Oblast de l'Amour 49° 01′ 01″ N, 130° 26′ 49″ E               | [Хинганский]                      | 93 995 ha    | 1963  | Située à l'extrême sud-est de la région de l'Amour, la réserve protège les basses terres d'Arkharinskaïa (70 %) et les éperons de Petit Hinggan (30 %). Elle comprend des paysages de steppe et de forêt-steppe et est un lieu de nidification pour les grues Oussouri,. |                                                   |
| Khopior                                                  | Khopyor Zapovednik                                         | Oblast de Voronej 51° 11′ 41″ N, 41° 43′ 58″ E                | Хопёрский                         | 16 178 ha    | 1935  | Le territoire s'étend sur 50 km le long de la rivière Hopper, dans l'oblast de Voronej. Environ 80 % de la superficie est couverte par des forêts, des plaines inondables dominées par des bois de chêne de montagne, de petites zones de steppes et de prairies. La réserve abrite environ 400 lacs et bras morts,.                                                                                |                                                   |
| Kivatch                                                  | Kivach Zapovednik                                          | Carélie 62° 20′ 00″ N, 33° 55′ 00″ E                          | Кивач                             | 10 880 ha    | 1931  | Elle comprend la célèbre chute de Kivatch (10,7 m) sur la rivière Souna. La réserve a été créée en 1931 pour étudier et protéger la taïga de Carélie,. |                                                   |
| Kologriv (en)                                            | Kologrivsky Zapovednik                                     | Oblast de Kostroma 58° 56′ 00″ N, 43° 51′ 00″ E               | Кологривский лес                  | 58 940 ha    | 2006  | La réserve abrite des forêts de conifères foncés dans la zone de transition entre la taïga du nord et du sud, au nord-est de la plaine russe, à 350 km au nord de Moscou. Elle contient des anciens bosquets d'épinette et sert à la conservation et pour l'étude scientifique de la régénération forestière,.                                                                                      |                                                   |
| Komandorski                                              | Komandor Zapovednik                                        | Kraï du Kamtchatka 54° 00′ 00″ N, 165° 00′ 00″ E              | Командорский                      | 3 648 679 ha | 1993  | À l'ouest des îles Aléoutiennes (dont la plupart sont dans l'état américain de l'Alaska), les îles du Commandeur sont des îles déboisées, très peu peuplées situées à 110 miles à l'est de la péninsule du Kamtchatchka,. |                                                   |
| Komsomolsk                                               | Komsomolsk Zapovednik                                      | Kraï de Khabarovsk 50° 48′ 36″ N, 137° 43′ 09″ E              | [Комсомольский]                   | 64 278 ha    | 1963  | La réserve couvre le cours supérieur de la rivière Gorin, affluent gauche de l'Amour, dans la vallée de la rivière Amour, dans le kraï de Khabarovsk, dans l'Extrême-Orient russe,. |                                                   |
| Koriak                                                   | Koryak Zapovednik                                          | Kraï du Kamtchatka 59° 48′ 28″ N, 166° 11′ 45″ E              | Корякский                         | 327 106 ha   | 1995  | Située dans le nord de la péninsule du Kamtchatka, dans la vallée de la rivière Kouïoul, la réserve comprend les montagnes environnantes de la péninsule de Gauvin et les eaux adjacentes à la baie de Lavrov,. |                                                   |
| Kostomoukcha                                             | Kamennaya River                                            | République de Carélie 64° 28′ 23″ N, 30° 16′ 27″ E            | Костомукшский                     | 47 569 ha    | 1983  | Une partie de la réserve se situe en Finlande, |                                                   |
| Kronotski                                                | Kronotsky Zapovednik                                       | Kraï du Kamtchatka 54° 40′ 00″ N, 161° 00′ 00″ E              | Кроноцкий                         | 1 142 134 ha | 1967  | Décrit comme le 'pays de feu et de glace', la réserve inclut plusieurs chaînes de montagnes avec nombre de volcan — actifs et inactifs — le seul geyser ouvert de Russie (la 'Vallée de Geysers'), |                                                   |
| Kourilski                                                | Kurils Zapovednik                                          | Oblast de Sakhaline 45° 05′ 00″ N, 145° 59′ 00″ E             | Курильский                        | 65 364 ha    | 1984  | La réserve se situe sur l'île de Kounachir, dépendant de l'oblast de Sakhaline, mais à proximité de l'île japonaise de Hokkaïdo. 70% du territoire est couvert de forêts. On y trouve de nombreuses espèces inscrites au livre rouge de la Russie, |                                                   |
| Alataou de Kouznetsk                                     | Kuznetsk Alatau Zapovednik                                 | Oblast de Kemerovo 53° 45′ 00″ N, 89° 15′ 00″ E               | Кузнецкий Алатау                  | 400 ha       | 1989  | Low-medium-high plateau in the Altai-Sayan mountain region in the south of Western Siberia. Kuznetsky Alatau is not a single mountain range and consists of several ranges of medium height, between which there are river valleys. It is a watershed of rivers Tom and Chuly, |                                                   |
| Laponie                                                  | Lapland Zapovednik                                         | Oblast de Mourmansk 67° 49′ 00″ N, 32° 28′ 00″ E              | Лапландский                       | 278 436 ha   | 1957  | Lapland Biosphere Reserve is located in the northwest of Russia in the center of the western part of the Kola Peninsula. The relief of the reserve is characterized Lapland mountains (tundra), extended to the south-east of the border with Finland, |                                                   |
| Lazovski                                                 | Lazovsky Zapovednik                                        | Kraï du Primorié 43° 14′ 00″ N, 133° 24′ 00″ E                | Лазовский                         | 120 989 ha   | 1957  | Lazovsky Nature Reserve is located in the same district in the south-eastern part of Primorsky Krai, on the slopes of the Sikhote-Alin mountain range, facing the Sea of Japan. 95% forested, with the largest stand of yew trees in the Russian Far East, |                                                   |
| Delta de la Léna                                         | Lena Delta Zapovednik                                      | République de Sakha 73° 00′ 00″ N, 127° 00′ 00″ E             | [Усть-Ленский]                    | 1 400 ha     | 1985  | Located in the delta of the Lena River in Sakha Republic, in the far north of eastern Siberia, Russia, |                                                   |
| Malaïa Sosva (en)                                        | Little Sosva Zapovednik                                    | Khantys-Mansis 62° 04′ 59″ N, 62° 05′ 47″ E                   | Малая Сосьва                      | 225 562 ha   | 1976  | The reserve "Malaïa Sosva" (Petite Sosva) is located in the Northern Urals in the territory of the West Siberian Plain. Sosvinsky Ob River; broken relief, a significant incision of river valleys, and a developed river system, |                                                   |
| Magadan                                                  | Magadan Zapovednik                                         | Oblast de Magadan 59° 38′ 31″ N, 147° 26′ 55″ E               | Магаданский                       | 883 817 ha   | 1982  | Located in the south of the Magadan region near the northern shore of the Sea of Okhotsk. All sites are far away from each other, they have no settlements and transportation routes, |                                                   |
| Mordovski (en)                                           | Mordovski Zapovednik                                       | Mordovie 54° 49′ 15″ N, 43° 20′ 26″ E                         | Мордовский им. П. Г. Смидовича    | 32 148 ha    | 1935  | In the north of the Republic of Mordovia, on the right bank of the river Moksha, at the edge of coniferous - deciduous forests and steppe, |                                                   |
| Nenetski                                                 | Nenets Zapovednik                                          | Nénétsie 68° 35′ 35″ N, 53° 45′ 27″ E                         | Ненецкий                          | 300 ha       | 1997  | Northern Arctic on the coast of the Barents Sea and the delta of the Pechora River, in the Nenets Autonomous Okrug. Abudant wetlands, rivers, and sea islands, provides habitat for thousands of migratory birds and other animals, |                                                   |
| Nijnesvirski (en)                                        | Nizhnesvirsky Zapovednik                                   | Oblast de Leningrad 60° 36′ 00″ N, 33° 00′ 00″ E              | Нижнесвирский                     | 42 390 ha    | 1980  | Protects landscapes of the eastern shore of Lake Ladoga. The territory occupies lowlands on the right bank of the lower Svir River, |                                                   |
| Nora (en)                                                | Nora Zapovednik                                            | Oblast de l'Amour 52° 30′ 04″ N, 130° 17′ 33″ E               | Норский                           | 211 168 ha   | 1998  | North-eastern part of the Amur-Zeya plain between the rivers Nora and Selemdzha. Widespread Chenopodiaceae woodlands and thermokarst of typical areas north of the Amur region, |                                                   |
| Ossétie du Nord                                          | North Ossetia Zapovednik                                   | Ossétie du Nord-Alanie 42° 47′ 00″ N, 44° 05′ 00″ E           | Северо-Осетинский                 | 29 000 ha    | 1967  | High mountain reserve located on the northern slope of the Caucasus Mountains within the heights of 650-4,249 meters. There are 76 glaciers in the reserve, |                                                   |
| Nourgouch (en)                                           | Nurgush Ridge South Ural                                   | Oblast de Kirov 58° 00′ 43″ N, 48° 27′ 24″ E                  | Нургуш                            | 5 918 ha     | 1994  | One of the few intact forest landscapes of Northern European Russia, virtually untouched by human activities, |                                                   |
| Oka                                                      | Oka Zapovednik                                             | Oblast de Riazan 54° 45′ 00″ N, 40° 45′ 00″ E                 | Окский                            | 55 722 ha    | 1935  | The main part of the reserve is located on the left bank of the River Pra. To reserve also includes the river Lamsha and Black. Plot widest floodplain Oka floodplain lakes, |                                                   |
| Oliokma                                                  | Olyokma Zapovednik                                         | République de Sakha 58° 39′ 22″ N, 122° 15′ 28″ E             | Олёкминский                       | 847 102 ha   | 1984  | Located south of the middle reaches of the Lena River on the right bank of its second largest tributary - Olekma at the junction of the Aldan plateau and Prilenskoye plateau in Olyokminsky District of the Republic of Sakha (Yakutia), |                                                   |
| Oural oriental                                           |                                                            | Oblast de Tcheliabinsk                                        |                                   | 16 600 ha    | 1968  | Considérée comme une « réserve de radiation d'État » située à proximité du site de la catastrophe nucléaire de Kychtym |                                                   |
| Orenbourg                                                | Orenburg Zapovednik                                        | Oblast d'Orenbourg 51° 05′ 08″ N, 57° 41′ 13″ E               | Оренбургский                      | 21 653 ha    | 1988  | The purpose of the reserve - the preservation and restoration of the unique steppe landscapes of several similar areas - east of the Volga, Urals, Southern Urals and Trans-Urals. The purpose of the reserve - the preservation and restoration of the unique steppe landscapes of several similar areas - east of the Volga, Urals, Southern Urals and Trans-Urals,                               |                                                   |
| Oussouri                                                 | Ussurisky Zapovednik                                       | Kraï du Primorié 43° 40′ 49″ N, 132° 32′ 44″ E                | Уссурийский                       | 40 432 ha    | 1932  | La réserve se situe sur les contreforts des monts Prjvalski, partie sud du massif de Sikhote-Aline dans la partie haute de la rivière Komarovka. À l'est de la réserve se situent les sources du fleuve Artiomovka, |                                                   |
| Pasvik                                                   | Pasvik Zapovednik                                          | Oblast de Mourmansk 69° 08′ 31″ N, 29° 13′ 59″ E              | Пасвик                            | 14 727 ha    | 1992  | A bilateral nature reserve located in the valley of the Pasvikdalen River in Norway and Russia. On the Russian side, the reserve a large pine forest area which is not directly related to Fjærvann Reservoir on the Norwegian side, |                                                   |
| Petchora-Ilytch                                          | Pechoro-Ilych Zapovednik                                   | République des Komis 52° 35′ 00″ N, 58° 15′ 00″ E             | Печоро-Илычский                   | 721 322 ha   | 1930  | In the south-eastern corner of the Komi Republic (Troitsko-Pechorsky District), on the western slopes of the Ural Mountains and the adjacent foothills and lowlands. The area is drained by the upper course of the Pechora River and its tributary Ilych, |                                                   |
| Pinejski (en)                                            | Pinezhsky Zapovednik                                       | Oblast d'Arkhangelsk 64° 40′ 36″ N, 43° 11′ 57″ E             | Пинежский                         | 51 522 ha    | 1974  | Taiga complexes southeastern White Sea-Kuloiplateau, |                                                   |
| Polistovsky                                              | Politovsky Zapovednik                                      | Oblast de Pskov 57° 10′ 15″ N, 30° 33′ 25″ E                  | [Полистовский]                    | 36 026 ha    | 1944  | Protects bog ecosystems in northwest Russia, in the Polist-Lovat Swamp System, |                                                   |
| Poronaïski                                               | Poronaysky Zapovednik                                      | Sakhalin Oblast 49° 03′ 30″ N, 144° 21′ 00″ E                 | Поронайский                       | 56 695 ha    | 1988  | Nature Reserve in the eastern part of the island of Sakhalin. Includes Cape Patience, the southern part of the East Sakhalin Mountains, the widest part of the Tym-Poronaisk dale, |                                                   |
| Réserve naturelle de steppe forestière de Cis-Volga (ru) | Pribolshky Les Zapovednik                                  | Oblast de Penza 53° 20′ 20″ N, 46° 51′ 55″ E                  | Приволжская лесостепь             | 8 373 ha     | 1989  | Steppe territory situated in the watershed between the Volga River and the Don River, the reserve contains 5 clusters (sections) located in the western part of the Volga Uplands on the territory of the Penza region, |                                                   |
| Prioksko-Terrasni (en)                                   | Prioksko-Terrasny Zapovednik                               | Oblast de Moscou 54° 54′ 13″ N, 37° 32′ 48″ E                 | Приокско-Террасный                | 4 945 ha     | 1945  | One of Russia's smallest zapovedniks (nature reserves), sprawling over an area of 5,000 hectares along the left bank of the Oka River in the Serpukhov District of Moskva Oblast, |                                                   |
| Réserve naturelle de la Soura (en)                       |                                                            | Tchouvachie 55° 02′ 00″ N, 46° 45′ 00″ E                      | Присурский                        | 9 150,4 ha   | 1995  | Three parts: Alatyrski Nature Reserve, located in the valley of the river Sura (mixed coniferous and deciduous forests), and two small steppe sections to the southeast (Batyrevski Jaltsjikski.), |                                                   |
| Poutorana                                                | Putorana Zapovednik                                        | Kraï de Krasnoïarsk 68° 52′ 34″ N, 94° 48′ 36″ E              | Путоранский                       | 1 887 251 ha | 1988  | Located in the centre of the Putorana Plateau, in the northern part of Central Siberia, located about 100 km north of the Arctic Circle. It contains complete subarctic and arctic ecosystems in an isolated mountain range, |                                                   |
| Rdeysky                                                  | Rdeysky Zapovednik                                         | Novgorod Oblast 57° 16′ 00″ N, 30° 48′ 00″ E                  | Рдейский                          | 36 922 ha    | 1994  | The nature reserve is created to protect the raised bog ecosystems of the Northwestern Russia. Lake Rdeyskoye, a major lake at the northwest of the reserve of which a part of the shore belongs to the reserve, is the source of the Redya River, a major left tributary of the Lovat River, |                                                   |
| Rostov                                                   | Rostov Zapovednik                                          | Oblast de Rostov 46° 27′ 53″ N, 43° 03′ 02″ E                 | Ростовский                        | 9 465 ha     | 1995  | North-western part of Lake Manych-Gudilo islands, Burnt Islands and adjacent waters of the lake. Moderately dry Manych valley steppe, |                                                   |
| Saïano-Chouchensk                                        | Sayano-Shushenski Zapovednik                               | Kraï de Krasnoïarsk 52° 07′ 44″ N, 91° 47′ 34″ E              | Саяно-Шушенский                   | 390 368 ha   | 1976  | Reserve in a remote area of the West Sayan in the south of the Krasnoyarsk Territory on the left bank of the Yenisei River in the area of influence of the Sayano-Shushenskoye reservoir, |                                                   |
| Chaitan-Taou (en)                                        | Shatan-Tau Zapovednik                                      | Oblast d'Orenbourg 51° 47′ 17″ N, 57° 25′ 03″ E               | Шайтан-Тау                        | 6 726 ha     | 2014  | Located within the mountain range Shaytantau, Southern Urals. The main purpose of the reserve is conservation Dubravnaya steppe as well as important habitats of rare species of plants and animals, |                                                   |
| Choulgan-Tach                                            | Kapova Cave in Shulgan-Tash                                | Bachkirie 53° 02′ N, 57° 03′ E                                |                                   | 22 531 ha    | 2014  | Shulgan-Tash contains some of the oldest caves of human habitation (Kapova Cave), dated to 14-17 centuries BCE. The reserve is also famous for being the only reserve in the world for the ancient apiculture (bee-keeping) practice of tree-hollow cultivation of wild honeybees, |                                                   |
| Sikhote-Aline                                            | Sikhote-Alin Zapovednik                                    | Kraï du Primorié 45° 20′ 00″ N, 136° 10′ 00″ E                | Сихотэ-Алинский им. К.Г. Абрамова | 401 428 ha   | 1935  | A mountain range in Primorsky and Khabarovsk Krais, Russia, extending about 900 kilometres (560 mi) to the northeast of the Russian Pacific seaport of Vladivostok. Temperate forest and high biodiversity, |                                                   |
| Sokhondo (en)                                            | Sokhondo Zapovednik                                        | Oblast de Tchita 49° 41′ 37″ N, 111° 05′ 27″ E                | Сохондинский                      | 210 985 ha   | 1973  | The highest part of Khentey-Chikoyskogo highlands with Goltsovoye array Sokhondo. Sokhondo Loach is an ancient volcano. The reserve is mainly a lot of lakes of glacial origin, |                                                   |
| Oural du Sud                                             | South Ural Zapovednik                                      | Oblast de Tcheliabinsk 54° 20′ 48″ N, 57° 53′ 09″ E           | Южно-Уральский                    | 300 ha       | 1979  | Mountain taiga ecosystems in the highest part of the Southern Urals in the Republic of Bashkortostan and the Chelyabinsk region. several mountain ranges - Mashak, Zigalga, Nara Kumardak and Yamantau. Big Mountain Yamantau having a height of 1640 meters, is the highest mountain of the Southern Urals,                                                                                        |                                                   |
| Réserve naturelle Taïmyrski                              | Taymyr Zapovednik                                          | Krasnoyarsk Krai 73° 57′ 00″ N, 99° 01′ 00″ E                 | Таймырский                        | 1 781 928 ha | 1979  | Located on the Taimyr Peninsula in the Krasnoyarsk Krai. The area was established to the breeding grounds of the Red-breasted goose (Branta ruficollis protection) as well as the summer residences of wild reindeer (Rangifer tarandus) and the biodiversity of the Lake Taymyr, |                                                   |
| Teberda                                                  | Teberda Zapovednik                                         | Karachay-Cherkess Republic 43° 21′ 00″ N, 41° 42′ 00″ E       | Тебердинский                      | 84 996 ha    | 1936  | Located on the northern slopes of the Greater Caucasus Mountain Range. The terrain show extremes in variation: 31.7% forests, 20% meadows, 8.5% glaciers, 38.4% rock and scree, 0.7% - water (there are 157 lakes and 109 glaciers), |                                                   |
| Tiguirek                                                 | Tigireksky Zapovednik                                      | République de l'Altaï 51° 00′ 00″ N, 82° 55′ 00″ E            | Тигирекский                       | 40 693 ha    | 1999  | Southwestern part of the AltaiTerritory, including border. Tcherneva taiga and steppe; Karst landscape and caves, |                                                   |
| Toungouska                                               | Tunguska                                                   | Krasnoyarsk Krai 60° 43′ 53″ N, 101° 58′ 03″ E                | Тунгусский                        | 296 562 ha   | 1995  | Located in the central part of the Central Siberian Plateau. As a result of a meteorite in 1908, nore than 2,000 km2 of boreal forest was felled and burned. The taiga affected in the disaster area has been restored in the past 100 years, | scope='row' Réserve naturelle de Verkhne-Tazovski |
| Bassin de l'Oubsou-Nour                                  | Ubsunur Hollow Zapovednik                                  | Tuva 50° 41′ 00″ N, 94° 02′ 00″ E                             | Убсунурская котловина             | 323 198,4 ha | 1993  | A fragile mountain hollow or depression located on the territorial border of Mongolia and the Republic of Tuvain the Russian Federation among the mountains — Tannu-Ola Mountains, and the Altay Mountains region — part of a combination of raised lands and depressions. Here the world's most northern desert meets the world's most southern tundra zone,                                       |                                                   |
| Verkhne-Tazovski                                         | Upper Taz Zapovednik                                       | Yamalo-Nenets Autonomous Okrug 63° 30′ 14″ N, 84° 03′ 28″ E   | Верхне-Тазовский                  | 631 308 ha   | 1986  | Situé au centre du territoire russe. Il a été créé le 24 décembre 1986. Sa superficie totale s'élève à 631 308 ha. Il relève du ministère des ressources naturelles et de l'écologie de la fédération de Russie,. |                                                   |
| Vichera                                                  | Vishera Zapovednik                                         | Perm Krai 61° 29′ 00″ N, 59° 13′ 00″ E                        | Вишерский                         | 200 ha       | 1991  | More than 75% of which covered by forest, the main river is the Vishera River, which flows through nature reserve about 130 km. Extreme north point of nature reserve (that also the most north in Perm Krai) is divided basins of Kama River, Pechora River and Ob River. Small population of this place are Mansi people, that makes it interesting ethnographic region,                          |                                                   |
| Visim                                                    | Old Stone Mountain, in the buffer zone of Visim Zapovednik | Sverdlovsk Oblast 57° 24′ 25″ N, 59° 33′ 55″ E                | Висимский                         | 33 487 ha    | 1971  | Southern taiga low Middle Urals. Most of the reserve is located on its western slope in the headwaters of the Sulёm River, a right tributary of the Chusovoi River, part of the vast Volga-Kama basin, |                                                   |
| Vitim (en)                                               | Towards east order of Vitim Zapovednik                     | Oblast d'Irkoutsk 57° 12′ 10″ N, 116° 48′ 28″ E               | Витимский                         | 585 021 ha   | 1982  | Part of the Sayano-Baikal mountains and lakes area, northeast of Lake Biakal.Of particular scientific and cultural value is Lake Oron, |                                                   |
| Volga-Kama (en)                                          | Volga-Kama Zapovednik                                      | Tatarstan 55° 18′ 10″ N, 49° 17′ 10″ E                        | Волжско-Камский                   | 8 024 ha     | 1960  | Volga-Kama Reserve. Located on the left bank of the terraces of the Volga River, |                                                   |
| Voronej (en)                                             | Voronezh Zapovednik                                        | Oblast de Voronej 51° 44′ 08″ N, 39° 34′ 09″ E                | Воронежский                       | 31 053 ha    | 1927  | One of the oldest nature reserves in Russia is located 40 km north of the center of Voronezh. the world's first experimental beaver nursery for breeding and studying the beaver, |                                                   |
| Vorona (en)                                              | Voronina Zapovednik                                        | Oblast de Tambov 51° 31′ 29″ N, 42° 36′ 52″ E                 | Воронинский                       | 10 819 ha    | 1994  | Located in the valley of the Crow River (the right tributary of the river Hopper), forest-steppe zone, region, |                                                   |
| Réserve naturelle de l'île Wrangel                       | Wrangel Island Zapovednik                                  | District autonome de Tchoukotka 71° 14′ 00″ N, 179° 25′ 00″ E | Остров Врангеля                   | 2 225 650 ha | 1976  | An island in the Arctic Ocean, between the Chukchi Sea and East Siberian Sea. Wrangel Island lies astride the 180° meridian. It consists of a southern coastal plain that is as wide as 15 km (9.3 mi); a central belt of low-relief mountains; and a northern coastal plain that is as wide as 25 km (16 mi),                                                                                      |                                                   |
| Iouganski                                                | Jerginsky Zapovednik                                       | République des Maris 59° 32′ 21″ N, 74° 37′ 48″ E             | Юганский                          | 648 636 ha   | 1982  | In the basin of the Big Yugan (left tributary of the Ob), |                                                   |
| Zeïa                                                     | Zeya Zapovednik                                            | Oblast de l'Amour 53° 57′ 46″ N, 127° 22′ 21″ E               | [Зейский]                         | 99 390 ha    | 1963  | Mountainous territory on the eastern end of the Tukuringra Ridge. Taiga forest, larch, Mongolian oak, |                                                   |
| Réserve naturelle du Jigouli (ru)                        | Zhiguli Zapovednik                                         | Oblast de Samara 53° 24′ 54″ N, 49° 49′ 17″ E                 | Жигулёвский им. И. И. Спрыгина    | 23 157 ha    | 1966  | Located on the Samara Bend in the Samara region, where the Volga River swings around the Zhiguli Mountains, |                                                   |

Parmi les autres types d’aires naturelles protégées, on trouve les parcs naturels nationaux, les zakazniks (faisant référence aux réserves de gibier d'État car la chasse y est autorisée tout en étant très encadrée), les monuments naturels (souvent des arbres remarquables, des accidents géologiques ou d'autres petites zones), etc.

### Sources et bibliographie
- (ru) K.P. Filonov et You. D. Nukhimovskaya, Letopis' prirody v zapovednikakh SSSR : metodicheskoye posobiye, Moscou, Nauka, 1990 (ISBN 5-02-005470-4)
- (en) A.O. Kokorin, A.V. Kozharinov et A.A. Minin, Climate Change Impact on Ecosystems, Moscou, WWF, 2001 (ISBN 5-89932-024-9)
- (en) Aldo Leopold, Sand County Almanac, Londres, Oxford University Press, 1968, 226 p. (ISBN 0-19-500777-8)
- (en) D.R. Montgomery, Dirt : the Erosion of Civilizations, Berkeley, University of California Press, 2007, 285 p. (ISBN 978-0-520-24870-0 et 0-520-24870-8, lire en ligne)
- (en) F.R. Shtilmark, History of the Russian Zapovedniks 1895-1995, Édimbourg, Russian Nature Press, 2003 (ISBN 0-9532990-2-3)
- (en) A.E. Volkov, Strict Nature Reserves (Zapovedniki) of Russia : Collection of Chronicle of Nature data for 1991-1992, Moscou, Sabashnikov Éditeurs, 1996 (ISBN 5-8242-0051-3)
- (en) D.R. Weiner, A Little Corner of Freedom : Russian Nature Protection from Stalin to Gorbachev, Berkeley, University of California Press, 1999 (ISBN 0-520-23213-5)
- (en) D.R. Weiner, Models of Nature : Ecology, Conservation & Cultural Revolution in Soviet Russia (2e édition), Pittsburgh, University of Pittsburgh Press, 2000 (ISBN 0-8229-5733-7)